# 2017년 핀즈베리파크 테러
2017년 6월 19일 잉글랜드 런던 핀즈베리파크에서 승합차 돌진 테러가 발생하였다. 범인은 승합차를 돌진시켜 보행자를 치이게 했다. 현장은 핀즈베리파크 모스크 부근이며, 라마단 기간 동안 무슬림이 심야 예배를 마친 시간이었다. 피해자의 대부분은 무슬림으로, 적어도 1명이 사망하고 11명이 부상을 입었다.